# Ahn Jae-hyun
Đây là một tên người Triều Tiên, họ là Ahn.
An Jae-hyeon hay Ahn Jae-hyun (tiếng Hàn: 안재현; Hanja: 安宰賢; Hán-Việt: An Tể Hiền, sinh ngày 1 tháng 7 năm 1987) là một nam người mẫu, diễn viên và MC nổi tiếng người Hàn Quốc. Anh được biết đến với nhiều bộ phim truyền hình ăn khách như Vì sao đưa anh tới, Blood, Cinderella and Four Knights, Thế giới hợp nhất, The Beauty Inside và Love with Flaws. Vào ngày 2 tháng 6 năm 2022 anh đã xuất bản cuốn sách đầu tiên của mình là "The List Of Things To Remember" và được mọi người biết thêm với tư cách là một nhà văn.Ngoài ra anh cũng là một nhà thiết kế trang sức cho thương hiệu AA.GBAN. Sau một thời gian dài vắng bóng hậu ly hôn, anh ấy đã quay trở lại diễn xuất với bộ phim truyền hình cuối tuần của đài KBS (The Real Has Come!) và kỹ năng diễn xuất của anh ấy đã được đón nhận nồng nhiệt.

## Sự nghiệp

### Diễn viên
Năm 2011, anh bắt đầu sự nghiệp diễn xuất khi đóng vai người giao hàng trong chương trình truyền hình cáp "Lee Soo-geun và High Society" của Kim Byung-man.
Anh cũng xuất hiện trong một số video âm nhạc, bao gồm "Sad Song" của Baek A-yeon, "Please Don't", "No Sad Song For My Broken Heart" của K.Will và "Gone Not Around Any Longer" của Sistar19.
Năm 2013, sự nổi tiếng của Ahn Jae-hyun ngày càng tăng lên khi vào vai em trai của nữ diễn viên Jun Ji-hyun trong bộ phim truyền hình đình đám "My Love from Another Star". Điều này đưa anh đến với nhiều lời mời diễn xuất hơn trong năm 2014, bao gồm một vai trong bộ phim hài cảnh sát "You're All Arounded" và bộ phim chuyển thể từ webtoon "Fashion King". Cùng năm đó, anh được bổ nhiệm làm MC cho chương trình âm nhạc hàng tuần M Countdown của Mnet.
Năm 2015, Ahn Jae-hyun đóng vai chính đầu tiên trong sự nghiệp diễn xuất là bác sĩ ma cà rồng trong "Blood", và xuất hiện trong bộ phim truyền hình giả tưởng dài hai tập "Snow Lotus Flower" cùng với Lee Ji-ah.
Năm 2016, Ahn Jae-hyun đóng vai chính trong loạt phim hài lãng mạn "Cinderella with Four Knights" của tvN. Anh đã giành được Giải thưởng Xuất sắc nhất tại Giải thưởng Phim truyền hình Hàn Quốc lần thứ 9 cho màn trình diễn của mình. Cùng năm đó, anh đóng vai chính trong bộ phim lãng mạn Trung Quốc "Perfect Imperfection" cùng với nữ diễn viên Đài Loan Ady An.
Năm 2017, Ahn Jae-hyun  vào vai chính thứ hai trong bộ phim lãng mạn giả tưởng "Reunited Worlds" của đài SBS. Năm 2018, anh tham gia bộ phim tình cảm lãng mạn "The Beauty Inside".
Năm 2019, Ahn Jae-hyun trở lại màn ảnh nhỏ với vai chính trong bộ phim hài lãng mạn "Love with Flaws" đóng cùng Oh Yeon-seo.

#### Phim điện ảnh
| Năm  | Tiêu đề       | Vai diễn   | Ghi chú         |
| ---- | ------------- | ---------- | --------------- |
| 2014 | Fashion King  | Kim Won-ho | [ 1 ]           |
| 2015 | Wedding Bible |            | Phim Trung Quốc |

#### Phim truyền hình
| Năm  | Tiêu đề                     | Vai diễn       | Kênh |
| ---- | --------------------------- | -------------- | ---- |
| 2013 | My Love From the Star       | Cheon Yoon-jae | SBS  |
| 2013 | You're All Surrounded       | Park Tae-il    | SBS  |
| 2014 | Blood                       | Park Ji-sang   | KBS2 |
| 2016 | Cinderella and Four Knights | Kang Hyun-min  | TvN  |
| 2017 | Reunited Worlds             | Cha Min-joon   | SBS  |
| 2018 | The Beauty Inside           | Ryu Eun-ho     | TvN  |
| 2019 | Love With Flaws             | Lee Kang Woo   | MBC  |
| 2023 | The Real Has Come!          | Gong Tae-Kyung | KBS2 |

### Chương trình truyền hình
| Năm       | Tiêu đề                                      | Kênh        | Ghi chú                     |
| --------- | -------------------------------------------- | ----------- | --------------------------- |
| 2011-2012 | Lee Soo-geun và Kim Byung-man's High Society | jTBC        | Khách mời, tập 1-53         |
| 2011-2012 | Korea's Next Top Model Cycle 3               | On Style    | Khách mời, tập 6            |
| 2011-2012 | Singles' Trend Maker                         | MBC Every 1 | Khách mời, tập 3            |
| 2011-2012 | MelOn Music Awards                           |             | Người thuyết trình          |
| 2013      | Music Talk Talk Marbling                     | MBC Music   | MC                          |
| 2013      | Style Log NOW                                | On Style    |                             |
| 2014      | M! Countdown                                 | Mnet        | MC                          |
| 2014      | Happy Together                               | KBS2        | Khách mời, tập 370          |
| 2016-2018 | Tân Tây Du Ký                                | tvN         | Thành viên cố định          |
| 2017      | Newlywed Daily                               | tvN         | Thành viên cùng Goo Hye Sun |
| 2017-2018 | Kang's Kitchen                               | tvN         | Thành viên cố định          |
| 2021      | Spring Camping                               | tvN         | Thành viên cố định          |
| 2021      | Athletic Genius Ahn Jae-hyun                 | tvN         | Thành viên cố định          |
| 2024      | A Thousand and Fifty                         | Selfly      | MC                          |

### Xuất hiện trong video âm nhạc
| Năm  | Bài hát                           | Ca sĩ                   |
| ---- | --------------------------------- | ----------------------- |
| 2012 | "Sad Song"                        | Baek A-yeon             |
| 2012 | "Please Don't"                    | K.Will                  |
| 2013 | "Gone Not Around Any Longer"      | Sistar19                |
| 2014 | "Hair Short"                      | Wings                   |
| 2014 | "The Space Between"               | Urban Zakapa feat. Soyu |
| 2024 | "No Sad Song For My Broken Heart" | K.Will                  |

## Danh sách đĩa nhạc
| Năm  | Tiêu đề        | Ca sĩ        | Ghi chú                              |
| ---- | -------------- | ------------ | ------------------------------------ |
| 2013 | "Maybe"        | Dal Shabet   | Narration                            |
| 2014 | "That Was You" | Ahn Jae-hyun | Track from You're All Surrounded OST |

## Đời tư
Vào ngày 21/5/2016, An Jae-hyun đã chính thức kết hôn với nữ diễn viên Goo Hye-sun. Cặp đôi chỉ tổ chức một bữa tiệc nhỏ cùng gia đình hai bên và toàn bộ số tiền mừng đám cưới đều được cặp đôi quyên góp cho những trẻ em đang điều trị tại bệnh viện Yeonsei, Seoul.
Ngày 18 tháng 8 năm 2019, tin tức ly hôn của Goo Hye-sun – An Jae-hyun đã được xác nhận.

## Người mẫu
An Jae-hyeon từng tham gia nhiều chương trình biểu diễn thời trang, trong đó có các buổi trình diễn của các nhà thiết kế Hàn Quốc nổi tiếng như Choi Beom-seok, Jeong Doo-young, Kim Seon-ho, Kim Jae-hyeon,...

### Chương trình
- Seoul Fashion Week (박성철, 최범석, 김선호, 정두영, 김재현, 홍승완)
- Preview in Shanghai (TNGT, EXR)
- Pret-a-porter Busan (한송, 코신사토)
- Triều Tiên Fashion Design Contest (최범석)
- Triều Tiên Heritage Fashion Show (장광효)
- Pret-a-porter Busan 2013 Spring/Summer – Han Song, Kohshin Satoh (2012)
- Spring/Summer Fashion Week – Song Hye-myung (2013)
- 2013/14 Fall/Winter Solid Homme 25th Anniversary Collection (2013)
- 2013/14 Fall/Winter Seoul Fashion Week – Park Sung-chul, Choi Bum-suk, Kim Sun-ho, Jung Du-young, Kim Jae-hyun, Hong Seung-wan, PLAC Jeans (2013)
- Shanghai Fashion Week Preview – TNGT, EXR

| Anh cũng được mời làm người mẫu ảnh của nhiều tạp chí thời trang tại Hàn Quốc như: - Arena - Esquire - Men's Health - VOGUE - Elle Girl - Vogue Girl - CeCi - Style H - Cracker - Bling - MAPS - Ceci Campus - W Korea | - LG U+ - The Korea Tourist Service - Hyundai Card SKY VEGA - Canon - Hyundai CAR - BEAN POLE x JUUN - J Accessory - ADIDAS - SMART - Jägermeister - PUMA |

## Giải thưởng và đề cử
| Năm  | Giải thưởng                                 | Thể loại                                                       | Đề cử                        | Kết quả   |
| ---- | ------------------------------------------- | -------------------------------------------------------------- | ---------------------------- | --------- |
| 2009 | 4th Asian Model Festival Awards             | Người mẫu thời trang xuất sắc                                  | —                            | Đoạt giải |
| 2013 | 8th Asian Model Festival Awards             | Người mẫu thời trang xuất sắc                                  | —                            | Đoạt giải |
| 2014 | 7th Korea Drama Awards                      | Diễn viên mới xuất sắc                                         | My Love from the Star        | Đoạt giải |
| 2014 | 3rd APAN Star Awards                        | Diễn viên mới xuất sắc                                         | My Love from the Star        | Đề cử     |
| 2014 | SBS Drama Awards                            | Giải ngôi sao mới                                              | My Love from the Star        | Đoạt giải |
| 2014 | 3rd APAN Star Awards                        | Diễn viên mới xuất sắc                                         | You're All Surrounded        | Đề cử     |
| 2015 | KBS Drama Awards                            | Popularity Award, Actor                                        | Blood                        | Đề cử     |
| 2015 | KBS Drama Awards                            | Couple của năm                                                 | Blood                        | Đề cử     |
| 2016 | 9th Korea Drama Awards                      | Top Excellence Award, Actor                                    | Cinderella with Four Knights | Đoạt giải |
| 2016 | 9th Korea Drama Awards                      | Global Star Award                                              | Cinderella with Four Knights | Đoạt giải |
| 2016 | 7th Macau International Television Festival | Best Actor                                                     | Cinderella with Four Knights | Đoạt giải |
| 2016 | 8th Macau International Movie Festival      | Best Actor                                                     | Cinderella with Four Knights | Đề cử     |
| 2017 | SBS Drama Awards                            | Excellence Award, Actor in a Wednesday-Thursday Drama          | Reunited Worlds              | Đề cử     |
| 2019 | MBC Drama Awards                            | Top Excellence Award, Actor in a Wednesday-Thursday Miniseries | Love with Flaws              | Đề cử     |